# Callispa unicolor
Callispa unicolor es un coleóptero de la familia Chrysomelidae.
Fue descrita científicamente por primera vez en 1904 por Weise.